# Église Saint-Martin de Saint-Quentin
L'église Saint-Martin est située à Saint-Quentin, dans le département de l'Aisne. Elle est dédiée à l'apôtre des Gaules, saint Martin.

## Historique
Le faubourg Saint-Martin, au sud de la ville, était dépourvu d'église alors que sa population augmentait : il fut décidé d'y bâtir un lieu de culte catholique en 1886, grâce à l'intervention du chanoine Dehon.
Détruite au cours de la Première Guerre mondiale, la flèche en béton armé ajouré a été reconstruite, en 1929, dans le style art déco par A. Vapillon.

## Description
Cette église fut construite en brique de 1889 à 1913, dans le style néo-gothique très prisé à l'époque. C'est l'architecte Pierre Bénard qui en conçut les plans. Les porches et balustrade extérieure sont en pierre, la toiture est en ardoises. L'église mesure 72 mètres de long sur 22 mètres de large hors-œuvre. La façade majestueuse à trois portails est surmontée par un clocher couronné d'une flèche. De part et d'autre s'élèvent deux tourelles quadrangulaires. Au-dessus de la rosace, cinq niches abritent les statues de saint Louis, saint Prix, saint François et saint Martin, dont la sculpture n'a pas été achevée.
A l’intérieur, de minces colonnes en fonte supportent les arcs doubleaux et les arcs formerets de la voûte. Douze fenêtres éclairent de chaque côté la nef. Les voûtes culminent à 18 mètres de hauteur. La nef est large de 8 mètres et les bas-côtés de 4.
La tombe du vénérable Léon Dehon (1843-1925), fondateur des prêtres du Sacré-Cœur de Saint-Quentin, se trouve ici. Il avait posé la première pierre de l'édifice.